# Vargvråk
Vargvråk (Buteogallus irpus) är en förhistorisk utdöd fågel i familjen hökar inom ordningen hökfåglar. Den beskrevs som art 2021 efter lämningar funna på Kuba och Hispaniola.